# Hermann Budde
Hermann Budde (geb. vor 1936; gest. nach 1940) war ein deutscher Fußballspieler.

## Karriere
Budde gehörte dem VfL Benrath an, für den er als Stürmer in der Gauliga Niederrhein Punktspiele bestritt. Die Saison 1939/40 spielte er – abstiegsbedingt – in der zweitklassigen Bezirksliga. In dem 1935 neu geschaffenen Pokalwettbewerb für Vereinsmannschaften um den Tschammerpokal kam er bei seinen zwei Teilnahmen insgesamt sechsmal zum Einsatz und erzielte sieben Tore. Sein Debüt gab er am 23. August 1936 beim 3:2-Zweitrunden-Sieg über den Titelverteidiger 1. FC Nürnberg; dabei erzielte er mit der 1:0-Führung in der sechsten Minute sein erstes von sieben Toren, die ihn gemeinsam mit Ernst Poertgen zum Torschützenkönig des Wettbewerbs werden ließen. Sein letztes Pokalspiel bestritt er am 20. August 1939 bei der 1:4-Erstrunden-Niederlage bei Borussia Neunkirchen.